# Bertya tasmanica
Bertya tasmanica är en törelväxtart som först beskrevs av Otto Wilhelm Sonder och Ferdinand von Mueller, och fick sitt nu gällande namn av Johannes Müller Argoviensis. Bertya tasmanica ingår i släktet Bertya och familjen törelväxter. Utöver nominatformen finns också underarten B. t. vestita.